# Academia de Științe Medicale
Academia de Științe Medicale (ASM) este un for medical academic, diferit de Academia Română, înființat în 17 aprilie 1935, în conformitate cu legea de funcționare a acestei înalte instituții, votată în 11 și 12 aprilie 1935, intrată în vigoare prin Decretul Regal nr.1076 din 1935. Înființarea acestei instituții academice a fost un răspuns la nevoia societății românești de a avea for medical academic și un corp profesional de elită format din principalii reprezentanți ai domeniilor medicale. Primul președinte al acestui for a fost Prof. Doctor Constantin Angelescu,membru de onoare al Academiei Romane.
Principalele scopuri ale Academiei sunt: de a contribui la progresul cunoștințelor științifice în domeniul medicinei umane și altora, care au legătură cu medicina, și a le dezvolta în România, de a studia și a discuta obiectivele științifice ale organizării sanitare, asistenței și asigurărilor sociale și a-și da avizul pe baza concluziilor stabilite.

## Filiale
Academia are deschise 6 filiale în principalele orașe din România, centre universitare de medicină dezvoltate: Cluj, Craiova, Crișana (Arad – Oradea), Iași, Târgu Mureș, Timișoara.

## Secții
Cele 3 secții ale academiei sunt:
- Secția Științe Biomedicale Fundamentale (Președinte - Prof. Dr. Nicolae Manolescu)
- Secția de Medicină Internă (Președinte - Acad. Constantin I. Popa)
- Secția de Chirurgie Clinică (Președinte - Prof. Dr. Irinel Popescu)